# Мадонна с тремя казначеями
«Мадонна с тремя казначеями» (итал. Madonna dei Tesorieri) — картина итальянского живописца Якопо Робусти, известного как Тинторетто (1518—1594), представителя венецианской школы. Создана около 1567 года. С 1812 года хранится в коллекции Галереи Академии в Венеции.
Картина была написана для дворца Камерлинги (в районе Риальто), где располагалось казначейство Венецианской республики.

## Описание
На полотне изображена Дева Мария с младенцем в окружении святых Севастиана, Марка и Феодора и тремя казначеями, вставшими перед ней на колени — Микеле Пизани, Лоренцо Дольфин и Марино Малипьеро, гербы которых находятся в нижнем левом углу. Под гербом находится надпись на латинском языке «Unanimis concordiae simbolus» («Символ единодушного согласия») и дата — «1566» (значимая для Тинторетто). Именно в этом году он стал членом Академии рисунка во Флоренции вместе с другими венецианцами — Тицианом, Якопо Сансовино и Андреа Палладио. Считается, что эта картина была написана чуть позже, и к тому времени изображённый Малипьеро уже закончил свою службу.
На переднем плане три казначея, которые и были заказчиками картины, изображены в позах на коленях перед Девой Марией, а за ними — секретари, держащие мешки с деньгами. Чёрная одежда подчёркивает благородную яркость картины — высокий образец венецианского колоризма с его декоративной и экспрессивной силой. Наполненный воздухом и светом пейзаж и перспективное изображение пола усиливают ощущение глубины пространства. Тема верующих, которые при содействии святых встречаются с Девой Марией, достаточно распространена в венецианской живописи, здесь изображена Тинторетто несколько необычно: постановка лишена риторичности, а фигуры казначея и секретарей будто замерли в молчаливых позах.